# Trimetazidina
La trimetazidina è un derivato di piperazina indicato per il trattamento sintomatico dell'angina pectoris stabile in pazienti che risultano intolleranti alle terapie di prima linea. Sin dagli anni '60, la trimetazidina è stata oggetto di studi come trattamento per l'angina pectoris.
Le condizioni acide, causate dal metabolismo anaerobico e dall'ossidazione degli acidi grassi in risposta all'ischemia miocardica, attivano i sistemi di antiporto sodio-idrogeno e sodio-calcio. L'aumento del calcio intracellulare riduce la contrattilità. Si ipotizza che la trimetazidina inibisca la 3-chetoacil coenzima A tiolasi, riducendo l'ossidazione degli acidi grassi ma non il metabolismo del glucosio, prevenendo così le condizioni acide che aggravano il danno ischemico. Tuttavia, le prove per questo meccanismo sono controverse.
La trimetazidina non è approvata dalla Food and Drug Administration, ma è approvata in Francia dal 1978.

## Farmacologia

### Indicazione d'uso
Trimetazidina è indicata per il trattamento sintomatico dell'angina pectoris stabile in pazienti che non ottengono un adeguato controllo dei sintomi o che sono intolleranti alle terapie di prima linea.

### Farmacodinamica
Il farmaco agisce sul metabolismo energetico delle cellule che si trovano in situazioni di ipossia o ischemia, prevenendo una riduzione dei livelli di ATP intracellulari. Questo farmaco contribuisce al corretto funzionamento delle pompe ioniche e dei flussi di sodio-potassio attraverso le membrane cellulari, mantenendo l'omeostasi cellulare.
Ricerche controllate condotte in doppio cieco sull'angina pectoris hanno dimostrato gli effetti positivi della trimetazidina, nei pazienti affetti da questa condizione con evidente effetto terapeutico caratterizzato da:
- Incremento delle capacità di sforzo fisico, evidenziato dall'aumento significativo del lavoro totale durante i test di resistenza.[7][8]
- Riduzione della frequenza delle crisi anginose.[7][8]
- Diminuzione nell'uso di trinitrina come trattamento sintomatico.[7][8]

La trimetazidina agisce attraverso l'inibizione della β-ossidazione degli acidi grassi, agendo direttamente sullo specifico enzima 3-ketoacil-CoA tiolasi a catena lunga. Questo meccanismo promuove l'ossidazione del glucosio, senza influire sul metabolismo dei carboidrati, durante situazioni di ischemia cellulare. Di conseguenza, l'energia prodotta dall'ossidazione del glucosio richiede un minor consumo di ossigeno rispetto alla β-ossidazione degli acidi grassi, ottimizzando così i processi energetici cellulari e contribuendo a mantenere un adeguato metabolismo energetico durante l'ischemia.

### Meccanismo d'azione
Durante l'ischemia miocardica, il metabolismo anaerobico prende il sopravvento, aumentando i livelli di acido lattico. La diminuzione del pH intracellulare e l'aumento della concentrazione di protoni attivano i sistemi di scambio sodio-idrogeno e sodio-calcio, aumentando le concentrazioni di calcio intracellulari e portando infine a una diminuzione della contrattilità.
Questa lesione al miocardio aumenta le concentrazioni di catecolamine, che attivano l'enzima lipasi sensibile agli ormoni, aumentando le concentrazioni di acidi grassi nel plasma. Quando il miocardio viene riperfuso, l'ossidazione degli acidi grassi diventa la principale forma di produzione di ATP, mantenendo un pH acido e aggravando ulteriormente la lesione.
Il meccanismo d'azione della trimetazidina non è ancora completamente compreso. Si ipotizza che la trimetazidina possa inibire la 3-chetoacil coenzima A tiolasi mitocondriale, riducendo l'ossidazione β degli acidi grassi a catena lunga ma non la glicolisi nel miocardio. La diminuzione dell'ossidazione β degli acidi grassi a catena lunga viene compensata da un aumento dell'utilizzo del glucosio, prevenendo una riduzione del pH miocardico e ulteriori diminuzioni della contrattilità. Tuttavia, uno studio suggerisce che la 3-chetoacil coenzima A tiolasi potrebbe non essere il bersaglio della trimetazidina e che questo meccanismo potrebbe essere errato.

### Assorbimento
In pazienti anziani, una compressa orale a rilascio modificato da 35 mg raggiunge una Cmax media di 115 µg/L, con un Tmax di 2,0-5,0 ore, e un'area sotto la curva (AUC0-12) media di 1104 hµg/L. Nei pazienti giovani e sani, la stessa dose raggiunge una Cmax media di 91,2 µg/L, con un Tmax di 2,0-6,0 ore e un'area sotto la curva (AUC0-12h) di 720 hµg/L.

#### Volume di distribuzione
Il volume di distribuzione della trimetazidina è di 4,8 L/kg.

#### Legame con le proteine
La trimetazidina è legata alle proteine plasmatiche per il 15%, principalmente all'albumina sierica umana.

### Metabolismo
La trimetazidina può essere ossidata nell'anello della piperazina per formare la trimetazidina chetopiperazina. Inoltre, la trimetazidina può subire N-formilazione, N-acetilazione o N-metilazione nell'anello della piperazina per formare rispettivamente la N-formiltrimetazidina, la N-acetiltrimetazidina e la N-metiltrimetazidina. In alternativa, la trimetazidina può subire demetilazione nella posizione 2, 3 o 4 del gruppo 2,3,4-trimetossibenzile per formare rispettivamente la 2-desmetiltrimetazidina, la 3-desmetiltrimetazidina o la 4-desmetiltrimetazidina. I metaboliti desmetiltrimetazidina possono subire coniugazione con solfato o glucuronidazione prima dell'eliminazione.

### Eliminazione
Il 79-84% della trimetazidina viene eliminato attraverso l'urina, di cui il 60% corrisponde al composto originario non modificato. In uno studio condotto su 4 soggetti sani, i metaboliti individuali costituivano l'0,01-1,4% della dose recuperata nelle urine. Tra questi metaboliti, il 2-desmetiltrimetazidina rappresentava lo 0-1,4% della dose, mentre il 3-desmetiltrimetazidina e il 4-desmetiltrimetazidina rappresentavano rispettivamente l'0,039-0,071% ciascuno. La N-metiltrimetazidina contribuiva all'0,015-0,11%, la trimetazidina chetopiperazina all'0,011-0,4%, la N-formiltrimetazidina all'0,035-0,42%, la N-acetiltrimetazidina all'0,016-0,19%, il desmetiltrimetazidina O-solfato all'0,01-0,65% e un metabolita sconosciuto all'0,026-0,67%.

#### Emivita
In soggetti giovani e sani, la emivita della trimetazidina è di 7,81 ore. Nei pazienti oltre i 65 anni, l'emivita aumenta a 11,7 ore.

#### Clearance
La clearance della trimetazidina è fortemente correlata alla clearance della creatinina. Nei pazienti anziani con una clearance della creatinina di 72 ± 8 mL/min, la clearance della trimetazidina è stata di 15,69 L/h. Nei pazienti giovani e sani con una clearance della creatinina di 134 ± 18 mL/min, la clearance della trimetazidina è stata di 25,2 L/h.

### Tossicità
Le informazioni riguardanti le sovradosaggi di trimetazidina non sono facilmente disponibili. In caso di sovradosaggio, trattare con terapia sintomatica e di supporto.
La DL50 orale nella specie dei ratti è di 1700 mg/kg, mentre nei topi è di 1550 mg/kg. La DL50 sottocutanea nei ratti è di 1500 mg/kg, mentre nei topi è di 410 mg/kg.